# آقایازی بودوق
آقایازی بودوق (به لاتین: Ağayazı Buduq) یک منطقه مسکونی در جمهوری آذربایجان است که در شهرستان خاچماز واقع شده‌است. آقایازی بودوق ۱۱۰۴ نفر جمعیت دارد.